# Rhyacotriton variegatus
Rhyacotriton variegatus (tên tiếng Anh: Southern Torrent Salamander) là một loài kỳ giông thuộc họ Rhyacotritonidae. Đây là loài đặc hữu của Thái Bình Dương tây bắc của Bắc Mỹ. Con trưởng thành có chiều dài 1,5 - 2,4 inch (4,0-6,2 cm) từ mũi đến hậu môn. Môi trường sống tự nhiên của chúng là rừng ôn đới, sông ngòi, và suối nước ngọt.